# 일본 야구 전당

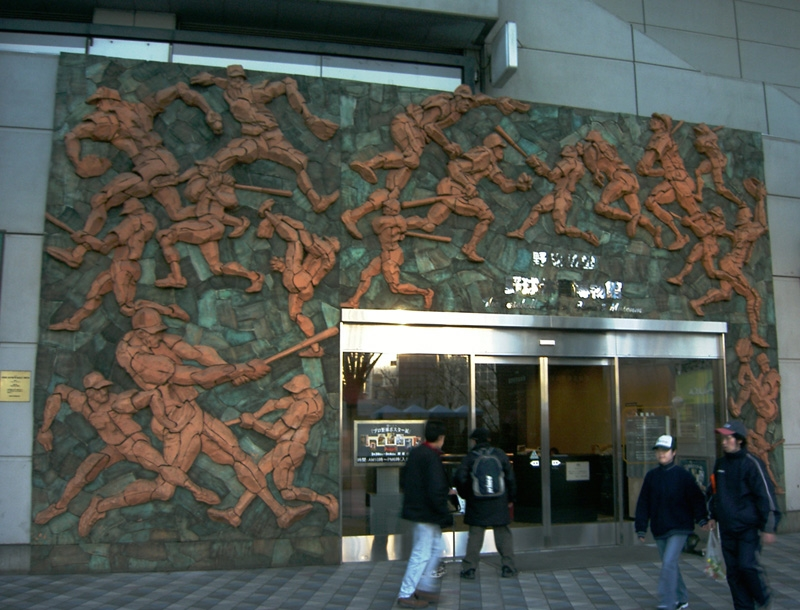
야구 전당 박물관 입구

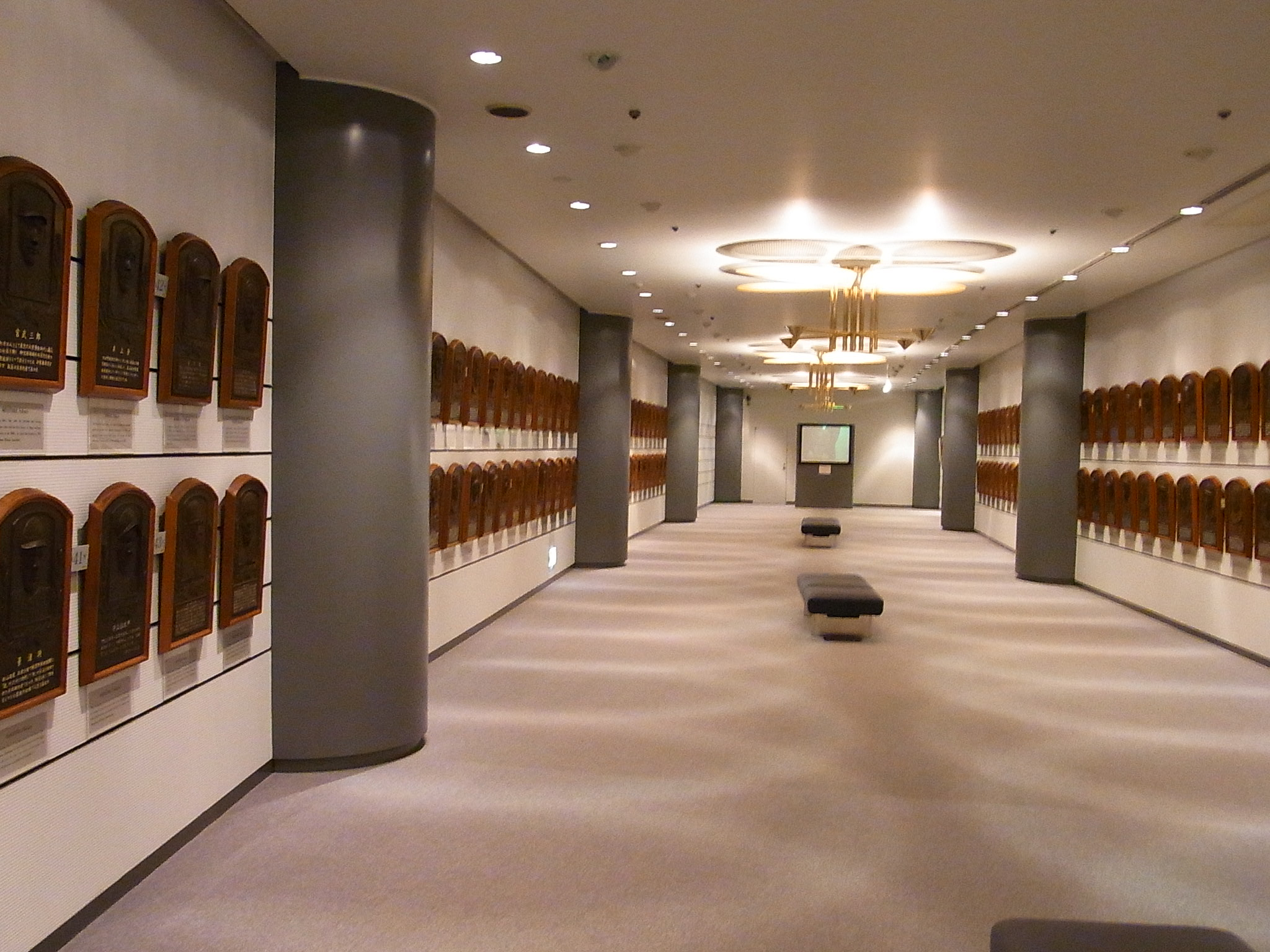
야구 전당 내부(2010년 촬영)

일본의 야구 전당(일본어: 野球殿堂)은 일본 프로 야구 등에서 큰 활약을 했던 선수나 감독·코치, 그리고 야구의 발전이나 융성을 위해 기여한 인물들의 그 공적을 기리기 위한 목적으로 창설된 명예의 전당이다. 전당홀은 도쿄도 분쿄구의 도쿄 돔에 있는 야구 전당 박물관 내에 있으며 헌액자들의 얼굴이 새겨진 릴리프(청동으로 제작된 흉상 액자)가 전시돼 있다.

## 헌액 조건

### 현재의 헌액 규정
2024년 1월 현재의 헌액 규정을 아래와 같이 기재한다. 2007년의 헌액 규정 개정에 의해서 2008년 이후의 경기자 헌액은 2개 부문인 ‘선수 부문’과 ‘전문가 부문’ 에서 선정하고 있다.

### 경기자 헌액

#### 선수 부문

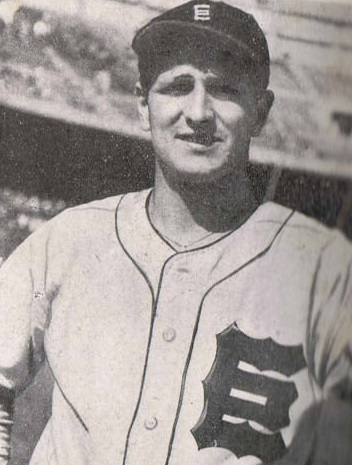
경기자 헌액 부문 초대 헌액자 빅토르 스타루힌

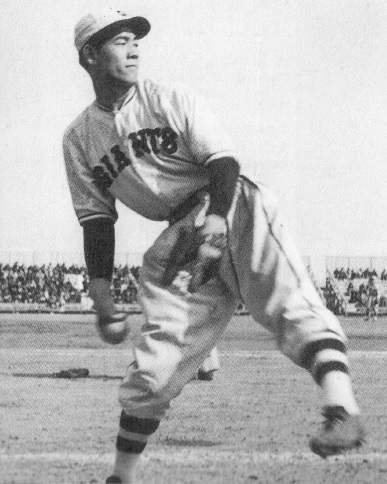
특별 헌액 부문 헌액자 사와무라 에이지

대상자
프로 선수로서 은퇴 후 5년을 경과하여 그 후 15년 간의 사람(즉, 은퇴 후 20년 이내인 사람). 단, 고인은 경과 기간이 필요하지 않다.
선출 위원
야구 보도와 관련해서 15년 이상의 경험을 가진 사람(2024년에는 358명).
선출 방법
‘경기자 헌액위원회 간사회’가 작성한 30명 이내의 후보자 명단에서 선출 위원 1명에 대해 7명 이내의 연기로 투표해서 위원 전원의 3분의 2 이상의 유효 투표가 있으면 75% 이상의 득표자가 선출된다.
헌액 대상자에서 제외되는 사례
득표율이 유효 투표수 3% 이하일 경우, 은퇴 후 21년 이상 경과되면 전문가 부문으로서 다시 자격을 얻을 수 있다.

#### 전문가 부문
대상자
1. 은퇴한 감독, 코치, 심판으로 은퇴 후 6개월 이상 경과하고 있는 사람.
2. 21년 이상 전에 프로 야구 현역에서 은퇴한 사람.

또한 고인이나 65세 이상인 사람은 6개월의 경과 기간이 필요하지 않다.
선출 위원
야구 전당에 헌액된 사람, 경기자 헌액위원회 간사, 야구 보도에 관해 30년 이상의 경험을 가진 사람(2023년에는 158명).
선출 방법
‘경기자 헌액위원회 간사회’가 작성한 25명 이내의 후보자 명단에서 선출 위원 한 명당 6명 이내의 연기로 투표하며, 위원 전원의 3분의 2 이상의 유효 투표가 있으면 75% 이상의 득표자가 선출된다.

### 특별 헌액
대상자
1. 아마추어 야구의 경기자를 대상으로 선수는 은퇴 후 5년, 지도자는 은퇴 후 6개월을 경과하고 있는 사람. 또한 고인이나 65세 이상인 사람은 경과 기간이 필요하지 않다.
2. 프로 야구 및 아마추어 야구 심판원은 은퇴 후 6개월을 경과하고 있는 사람. 또한 고인이나 65세 이상인 사람은 경과 기간이 필요하지 않다.
3. 프로 및 아마추어 야구의 조직과 관리에 현저한 공헌을 한 사람, 또는 하고 있는 사람.
4. 야구에 관한 문예·학술·미술·음악 등의 저작물을 가진 사람이나 언론 관계자로서의 실적이 있는 사람.

현역에서 은퇴한 프로 선수·코치·감독이라도 상기 조건 중 어느 하나에 해당된다면 특별 헌액 대상자가 된다. 또한 2002년도와 2003년도에는 ‘신세기 특별 헌액’으로서 20세기 일본 야구계의 기초 만들기에 크게 공헌한 야구에 인연이 있는 저명 인사에 대한 시상도 이뤄졌다.
선출 위원
프로 야구 임원 및 전직 임원, 아마추어 야구 임원, 야구 관계에 학식이 있는 경험자, 총 14명
선출 방법
특별 헌액 후보자 선출 위원이 작성한 10명의 후보자 명단에서 선출 위원 한 명당 3명 이내의 연기로 투표해서 75% 이상의 득표자가 선출된다.

## 헌액자 특전
- 헌액자는 매년 올스타전이 열리는 한 경기에 초대돼 경기를 중단하고 시상식을 개최한다. 아마추어 관계자의 경우 전국 고등학교 야구 선수권 대회, 도시 대항 야구 대회, 도쿄 6대학 야구 리그전(소케이센) 등에서 시상식을 하는 경우도 있다. 또한 사망자(고인) 등과 같은 부득이한 사정으로 인해서 참석할 수 없는 경우에는 가족(또는 유족) 등 대리인이 참석한다.
- 헌액자에게는 상금 100만 엔으로 야구 전당 박물관에 내걸 수 있는 릴리프(청동으로 제작된 흉상 액자)의 레플리카가 증정된다.

## 야구 전당 역대 헌액자
연도가 없는 해는 헌액자가 없다. 단, 1975년에는 규칙 개정을 위해 헌액자는 없다.

### 경기자 헌액
| 연도   | 헌액자                                                           |
| ------ | ---------------------------------------------------------------- |
| 1960년 | 빅토르 스타루힌*                                                 |
| 1962년 | 이케다 유타카                                                    |
| 1963년 | 나카지마 하루야스                                                |
| 1964년 | 와카바야시 다다시                                                |
| 1965년 | 가와카미 데쓰하루, 쓰루오카 가즈토                               |
| 1969년 | 가리타 히사노리                                                  |
| 1970년 | 아마치 슌이치, 니데가와 노부아키                                 |
| 1972년 | 이시모토 슈이치                                                  |
| 1974년 | 후지모토 사다요시, 후지무라 후미오                               |
| 1976년 | 나카가미 히데오                                                  |
| 1977년 | 미즈하라 시게루, 니시자와 미치오                                 |
| 1978년 | 마쓰키 겐지로, 하마자키 신지                                     |
| 1979년 | 벳쇼 다케히코                                                    |
| 1980년 | 오시타 히로시, 고즈루 마코토                                     |
| 1981년 | 이이다 도쿠지, 이와모토 요시유키                                 |
| 1983년 | 미하라 오사무                                                    |
| 1985년 | 스기시타 시게루, 시라이시 가쓰미, 아라마키 아쓰시                |
| 1988년 | 나가시마 시게오, 벳토 가오루, 니시모토 유키오, 가네다 마사이치   |
| 1989년 | 시마 히데노스케, 노무라 가쓰야, 노구치 지로                      |
| 1990년 | 사나다 주조, 하리모토 이사오                                     |
| 1991년 | 마키노 시게루, 쓰쓰이 오사무, 시마오카 기치로                    |
| 1992년 | 히로오카 다쓰로, 쓰보우치 미치노리, 요시다 요시오                |
| 1993년 | 이나오 가즈히사, 무라야마 미노루                                 |
| 1994년 | 오 사다하루*, 요나미네 가나메                                    |
| 1995년 | 스기우라 다다시, 이시이 도키치로                                 |
| 1996년 | 후지타 모토시, 기누가사 사치오                                   |
| 1997년 | 오스기 가쓰오                                                    |
| 1999년 | 나카니시 후토시, 히로세 요시노리, 고바 다케시, 곤도 사다오       |
| 2000년 | 요네다 데쓰야                                                    |
| 2001년 | 네모토 리쿠오, 고야마 마사아키                                   |
| 2002년 | 야마우치 가즈히로, 스즈키 게이시, 후쿠모토 유타카, 다미야 겐지로 |
| 2003년 | 우에다 도시하루, 세키네 준조                                     |
| 2004년 | 오기 아키라                                                      |
| 2005년 | 무라타 조지, 모리 마사아키                                       |
| 2006년 | 가도타 히로미쓰, 다카기 모리미치, 야마다 히사시                  |
| 2007년 | 가지모토 다카오                                                  |

| 연도   | 선수 부문 헌액자                             |
| ------ | -------------------------------------------- |
| 2008년 | 야마모토 고지, 호리우치 쓰네오               |
| 2009년 | 와카마쓰 쓰토무                              |
| 2010년 | 히가시오 오사무                              |
| 2011년 | 오치아이 히로미쓰                            |
| 2012년 | 기타벳푸 마나부, 쓰다 쓰네미                 |
| 2013년 | 오노 유타카                                  |
| 2014년 | 노모 히데오*, 아키야마 고지, 사사키 가즈히로 |
| 2015년 | 후루타 아쓰야                                |
| 2016년 | 사이토 마사키, 구도 기미야스*                |
| 2017년 | 이토 쓰토무                                  |
| 2018년 | 마쓰이 히데키*, 가네모토 도모아키*           |
| 2019년 | 다쓰나미 가즈요시                            |
| 2022년 | 다카쓰 신고, 야마모토 마사                   |
| 2023년 | 알렉스 라미레스                              |
| 2024년 | 구로다 히로키, 다니시게 모토노부             |
| 2025년 | 이치로*, 이와세 히토키                       |

- *: 후보 1년째의 헌액자[27][28]
- 기울인 글씨는 프로 야구에 관여하지 않은 헌액자

### 야구 전당 역대 전문가 부문 헌액자
| 연도   | 전문가 부문 헌액자             |
| ------ | ------------------------------ |
| 2009년 | 아오타 노보루                  |
| 2010년 | 에토 신이치                    |
| 2011년 | 미나가와 무쓰오                |
| 2013년 | 소토코바 요시로                |
| 2016년 | 에노모토 기하치                |
| 2017년 | 호시노 센이치, 히라마쓰 마사지 |
| 2018년 | 하라 다쓰노리                  |
| 2019년 | 곤도 히로시                    |
| 2020년 | 다부치 고이치                  |
| 2023년 | 랜디 바스                      |
| 2025년 | 가케후 마사유키                |

### 특별 헌액
| 연도   | 헌액자 |
| ------ | --- |
| 1959년 | 쇼리키 마쓰타로, 히라오카 히로시, 아오이 에쓰오, 아베 이소오, 하시도 신, 오시카와 기요시, 구지 지로, 사와무라 에이지, 오노 미치마로 |
| 1960년 | 도비타 주준, 고노 아쓰시, 사쿠라이 야이치로                                                                                         |
| 1962년 | 이치오카 다다오 |
| 1964년 | 미야하라 기요시 |
| 1965년 | 이노우에 노보리, 미야타케 사부로, 가게우라 마사루                                                                                   |
| 1966년 | 모리야마 쓰네타로 |
| 1967년 | 고시모토 히사시 |
| 1968년 | 스즈키 소타로, 다나베 무네히데, 고바야시 이치조                                                                                     |
| 1969년 | 미야케 다이스케, 다베 다케오, 모리오카 지로, 시마다 젠스케, 아리마 요리야스                                                         |
| 1970년 | 다무라 고마지로, 나오키 마쓰타로, 주만 가나에                                                                                       |
| 1971년 | 고니시 도쿠로, 미즈노 리하치 |
| 1972년 | 나카노 다케지, 오타 시게루 |
| 1973년 | 우쓰미 고조, 아마노 데이유, 히로세 겐조                                                                                             |
| 1974년 | 노다 세이조 |
| 1976년 | 고이즈미 신조 |
| 1977년 | 모리 시게오, 니시무라 유키오 |
| 1978년 | 이타미 야스히로, 요시하라 마사키, 오카다 겐자부로                                                                                   |
| 1979년 | 히라누마 료조, 다니구치 고로 |
| 1980년 | 치바 시게루 |
| 1981년 | 사에키 다쓰오, 오가와 쇼타로 |
| 1982년 | 스즈키 류지, 도노오카 모주로 |
| 1983년 | 우치무라 유시 |
| 1984년 | 기리하라 신지 |
| 1985년 | 다나카 가쓰오, 야마노우치 이쿠지 |
| 1986년 | 나카가와 미요시, 마쓰카타 마사오 |
| 1987년 | 후지타 노부오, 야마시타 미노루 |
| 1988년 | 요코자와 사부로, 아쿠타 다케오, 나가타 마사이치                                                                                     |
| 1989년 | 이케다 쓰네오, 다테 마사오 |
| 1990년 | 사에키 이사무 |
| 1991년 | 나카자와 요시오 |
| 1992년 | 요시다 마사오 |
| 1994년 | 히로오카 도모오 |
| 1995년 | 고 쇼세이, 무라카미 미노루 |
| 1996년 | 마키노 나오타카, 호사카 마코토 |
| 1997년 | 야마모토 에이이치로 |
| 1998년 | 나카오 히로시, 이구치 신지로 |
| 1999년 | 요시쿠니 이치로 |
| 2000년 | 후쿠시마 신타로 |
| 2001년 | 다케다 쓰토무, 하세가와 료헤이 |
| 2002년 | 나카자와 후지오, 이쿠하라 아키히로                                                                                                  |
| 2003년 | 마쓰다 고헤이 |
| 2004년 | 아키야마 노보루 |
| 2005년 | 시무라 세이준 |
| 2006년 | 가와시마 히로모리, 도요다 야스미쓰                                                                                                  |
| 2007년 | 마쓰나가 레이이치 |
| 2008년 | 시마 세이이치 |
| 2009년 | 오코소 요시노리, 기미지마 이치로 |
| 2010년 | 후루타 마사유키 |
| 2012년 | 오사후네 기로, 오모토 오사무 |
| 2013년 | 후쿠시마 가즈오 |
| 2014년 | 아이다 조이치 |
| 2015년 | 하야시 가즈오, 무라야마 료헤이 |
| 2016년 | 마쓰모토 다키조, 야마나카 마사타케                                                                                                  |
| 2017년 | 고시 히로시, 스즈키 미레이 |
| 2018년 | 다키 마사오 |
| 2019년 | 와키무라 하루오 |
| 2020년 | 마에다 유키치, 이시이 렌조 |
| 2021년 | 가와시마 가쓰지, 사야마 가즈오 |
| 2022년 | 마쓰마에 시게요시 |
| 2023년 | 고세키 유지 |
| 2024년 | 다니무라 도모이치 |
| 2025년 | 도미자와 히로야 |

| 연도   | 신세기 특별 헌액자           |
| ------ | ---------------------------- |
| 2002년 | 프랭크 오둘, 마사오카 시키   |
| 2003년 | 호레이스 윌슨, 스즈카 사카에 |

## 비고
- 선수 부문은 2008년부터 2013년까지는 첫 해, 2014년부터는 매년 득표율이 유효 투표수의 3% 미만이었던 경우이다. 은퇴 후 21년 이상 경과함으로써 전문가 부문 헌액자로 다시 자격을 얻을 수 있다.

- 2007년 이전에는 유효 투표수 3% 미만이었던 경우에도 다음 연도의 후보자에서 제외되는 일은 없었지만 득표율이 낮은 후보자는 경기자 헌액위원회에 의한 후보자 선택 단계에서 제외되는 경향이 있었다.[31]

- 2007년 헌액 규정 개정에 의해서 선수 생활을 은퇴하고 5년 이상 경과하면 현역의 감독·코치로도 야구 전당에 헌액될 수 있다.

- 법원에서 유죄 판결을 받은 것과 스포츠맨십이 결여된 행위 등으로 인하여 경기자 헌액위원회의 협의로 부적절하다고 판단될 경우 헌액 대상자에서 제외된다.

### 주해
1. ↑  제45회 선출 위원 총 인원 수는 291명.
2. ↑  제46회 선출 위원 총 인원 수는 298명.
3. ↑  제47회 선출 위원 총 인원 수는 313명.
4. ↑  제49회 선수 부문 선출 위원 총 인원 수는 316명.
5. ↑  제50회 선수 부문 선출 위원 총 인원 수는 317명.
6. ↑  제51회 선수 부문 선출 위원 총 인원 수는 333명.
7. ↑  제52회 선수 부문 선출 위원 총 인원 수는 331명.
8. ↑  제53회 선수 부문 선출 위원 총 인원 수는 327명.
9. ↑  제54회 선수 부문 선출 위원 총 인원 수는 329명.
10. ↑  제55회 선수 부문 선출 위원 총 인원 수는 348명.
11. ↑  제56회 선수 부문 선출 위원 총 인원 수는 351명.
12. ↑  제57회 선수 부문 선출 위원 총 인원 수는 345명.
13. ↑  제58회 선수 부문 선출 위원 총 인원 수는 376명.
14. ↑  제59회 선수 부문 선출 위원 총 인원 수는 381명.
15. ↑  제62회 선수 부문 선출 위원 총 인원 수는 363명.
16. ↑  제63회 선수 부문 선출 위원 총 인원 수는 363명.
17. ↑  제49회 전문가 부문 선출 위원(당시에는 경기자 헌액위원회 간사와 야구 전당에 입성한 경기자) 총 인원 수는 46명.
18. ↑  제50회 전문가 부문 선출 위원(당시에는 경기자 헌액위원회 간사와 야구 전당에 입성한 경기자) 총 인원 수는 48명.
19. ↑  제51회 전문가 부문 선출 위원(당시에는 경기자 헌액위원회 간사와 야구 전당에 입성한 경기자) 총 인원 수는 47명.
20. ↑  제53회 전문가 부문 선출 위원(당시에는 경기자 헌액위원회 간사와 야구 전당에 입성한 경기자) 총 인원 수는 48명.
21. ↑  제56회 전문가 부문 선출 위원(당시에는 경기자 헌액위원회 간사와 야구 전당에 입성한 경기자) 총 인원 수는 119명.
22. ↑  제57회 전문가 부문 선출 위원 총 인원 수는 120명.
23. ↑  제58회 전문가 부문 선출 위원 총 인원 수는 127명.
24. ↑  제59회 전문가 부문 선출 위원 총 인원 수는 140명.
25. ↑  제60회 전문가 부문 선출 위원 총 인원 수는 138명.
26. ↑  제63회 전문가 부문 선출 위원 총 인원 수는 158명.

## 같이 보기
- 미국 야구 명예의 전당